# Ceropegia cimiciodora
Ceropegia cimiciodora är en oleanderväxtart som beskrevs av Anna Amelia Obermeyer. Ceropegia cimiciodora ingår i släktet Ceropegia och familjen oleanderväxter. Inga underarter finns listade i Catalogue of Life.